# Parmoptila
Parmoptila is een geslacht van zangvogels uit de familie prachtvinken (Estrildidae).

## Soorten
Het geslacht kent de volgende soorten:
- Parmoptila jamesoni  – Congomierenpikker
- Parmoptila rubrifrons  – Roodstermierenpikker
- Parmoptila woodhousei  – Mierenpikker